# Olbramkostel

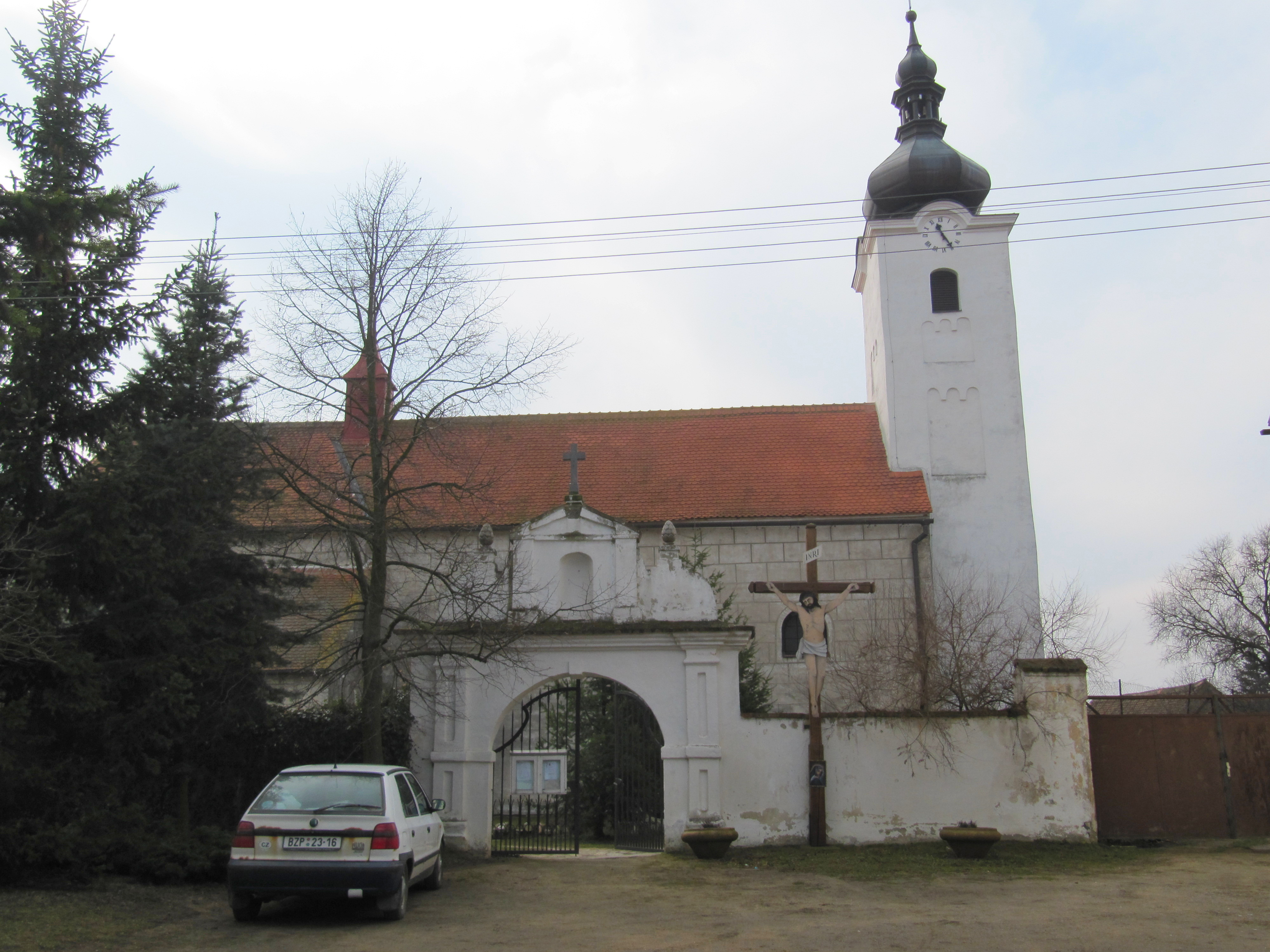
Marienkirche in Olbramkostel (2014)

Olbramkostel (deutsch Wolframitzkirchen) ist eine Minderstadt im Okres Znojmo in Tschechien.

## Geographie
Olbramkostel befindet sich nur rund 0,5 Kilometer von Znojmo entfernt, bis Brünn sind es rund 46 Kilometer. Olbramkostel grenzt an Šumná, Vranovská Ves, Pavlice, Kravsko, Žerůtky u Znojma, Milíčovice und Vracovice u Horního Břečkova. Durch Olbramkostel verläuft die Silnice I/38, ein Teil der Europastraße 59. Auch mehrere Landstraßen verlaufen durch das Gebiet des Dorfs. Außerdem gibt es eine Bushaltestelle. Südlich, außerhalb des Gemeindegebiets, verfügt Olbramkostel über einen Bahnhof an der Bahnstrecke Znojmo–Nymburk.
Im Gemeindegebiet von Olbramkostel erstrecken sich die Seen Neplech, Nový rybnik und Vlašňov. Außerdem verläuft durch das Dorf der Fluss Plenkovický potok. Der höchste Punkt in Olbramkostel liegt 416 Meter über dem Meeresspiegel.

## Geschichte
Olbramkostel wurde 1293 erstmals urkundlich erwähnt. 1526 wurde das Dorf an die Stadt Znojmo verkauft. Am 10. September 1538 wurde Olbramkostel von Kaiser Ferdinand I. zur Minderstadt erklärt. Damit wurde dem Ort auch die Erstellung seines Wappens genehmigt. In den folgenden Jahrhunderten wurde das Wappen mehrere Male geändert.

## Ortsteile
- Olbramkostel

## Bevölkerungsentwicklung
| Jahr      | 1869 | 1880 | 1890 | 1900 | 1910 | 1921 | 1930 | 1950 | 1961 | 1970 | 1980 | 1991 | 2001 | 2011 | 2021 |
| --------- | ---- | ---- | ---- | ---- | ---- | ---- | ---- | ---- | ---- | ---- | ---- | ---- | ---- | ---- | ---- |
| Einwohner | 662  | 643  | 641  | 686  | 642  | 621  | 620  | 583  | 608  | 568  | 500  | 499  | 517  | 504  | 513  |

## Sehenswürdigkeiten
- Marienkirche
- Pfarrhaus
- Statue von Johannes Nepomuk
- Bildstock

## Persönlichkeiten
- Carl Unger (1915–1995), Maler
- Anna Mifková (* 1943), Volleyballspielerin
- Pavel Dungl (* 1948), Chirurg